# Moby Otta
Moby Otta è una nave traghetto appartenente alla compagnia di navigazione italiana Moby Lines.

## Servizio

### Tor Scandinavia (1976-1991)

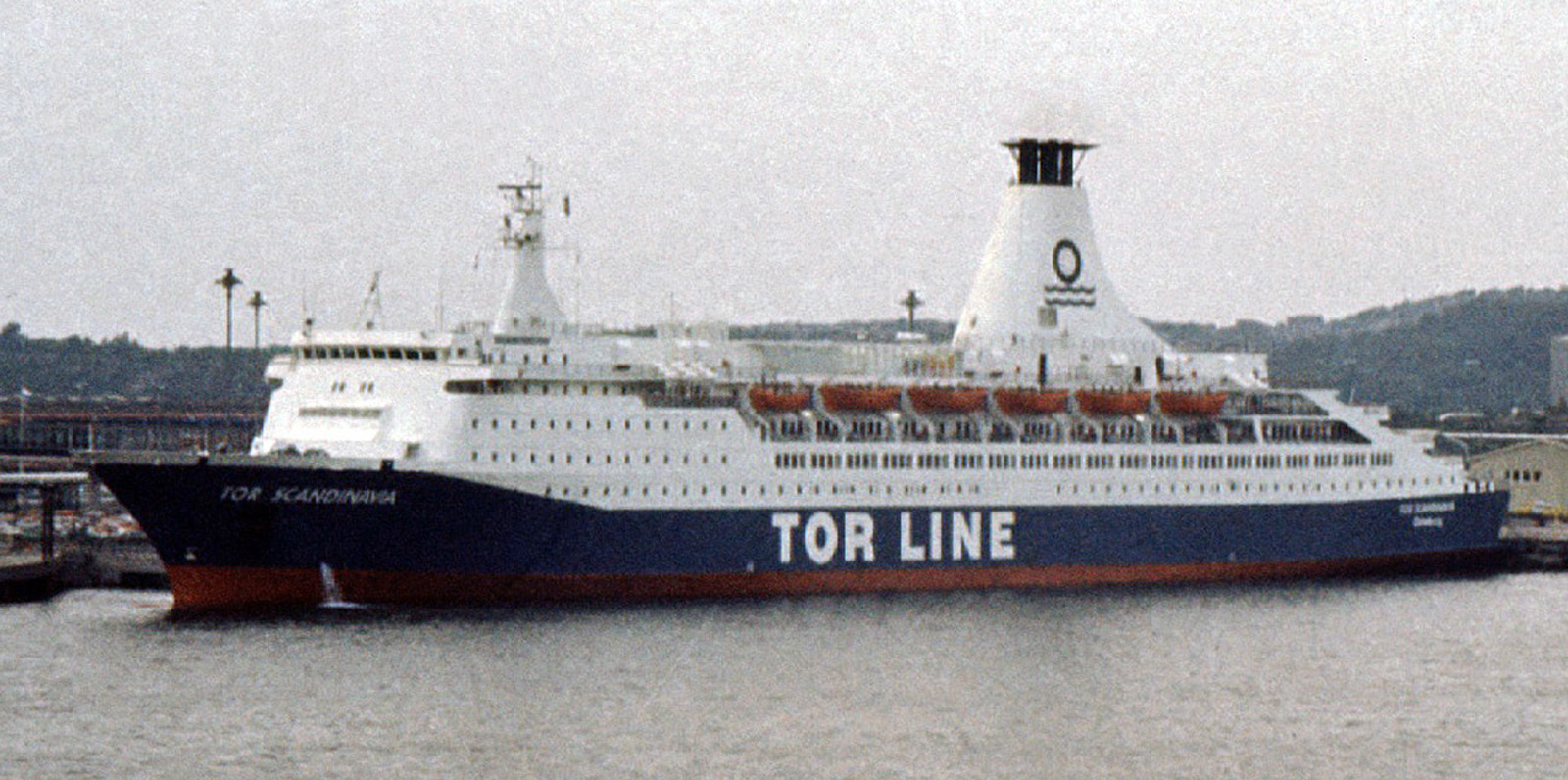
Tor Scandinavia nel 1976

Nel 1966 due compagnie di navigazione svedesi si fusero a dar vita alla società marittima Tor Line, che cominciò a collegare i porti di Göteborg (Svezia), Immingham (Regno Unito) e Amsterdam con una coppia di navi gemelle, la Tor Anglia e la Tor Hollandia. All'inizio degli anni '70 la compagnia decise di espandersi, ordinando una coppia di navi gemelle di dimensioni maggiori: furono quindi commissionati ai cantieri navali di Lubecca due nuovi traghetti, che al momento dell'entrata in servizio sarebbero stati i più veloci al mondo, potendo raggiungere una velocità massima di 27 nodi. La seconda delle due gemelle fu varata il 4 novembre 1975 con il nome di Tor Scandinavia, entrando in servizio nell'aprile dell'anno seguente e alternandosi con la gemella Tor Britannia su collegamenti da Göteborg a Immingham o Amsterdam.
Nell'autunno del 1976, durante un viaggio tra Göteborg e Amsterdam, la nave fu colta da una tempesta, che causò la rottura di diverse finestre, un'infiltrazione d'acqua in alcune prese d'aria e diciotto ore di ritardo rispetto all'orario di arrivo previsto. Nel 1977 il porto di approdo in Inghilterra venne spostato a Felixstowe, mentre tra il gennaio ed il febbraio del 1979 la nave fu noleggiata ad una compagnia olandese per essere utilizzata in crociere ed esposizioni nel Medio Oriente; questo noleggio fu ripetuto per diverse stagioni fino al 1983. Nel frattempo la Tor Line, dopo un breve partenariato con un'altra compagnia di navigazione svedese, fu ceduta, nel dicembre 1981, alla danese DFDS: la Tor Scandinavia continuò nei suoi collegamenti tra l'Inghilterra e la Svezia, mentre la rotta per Amsterdam fu soppressa nel 1983. Dal 1981 al 1983 la nave fu anche il set di una soap opera prodotta dalla BBC, "Triangle", che si svolgeva per intero a bordo.
Negli anni successivi la Tor Scandinavia si alternò con la gemella nei collegamenti dalla Svezia all'Inghilterra e alla Danimarca, approdando nei porti di Göteborg, Harwich ed Esbjerg; nel 1989 riprese anche i collegamenti con Amsterdam. Nello stesso anno, durante un viaggio verso l'Inghilterra scoppiò un incendio in sala macchine, che fece due vittime: il traghetto riparò ad Esbjerg, recandosi poi in un cantiere navale tedesco per le riparazioni.

### Princess of Scandinavia (1991-2006)

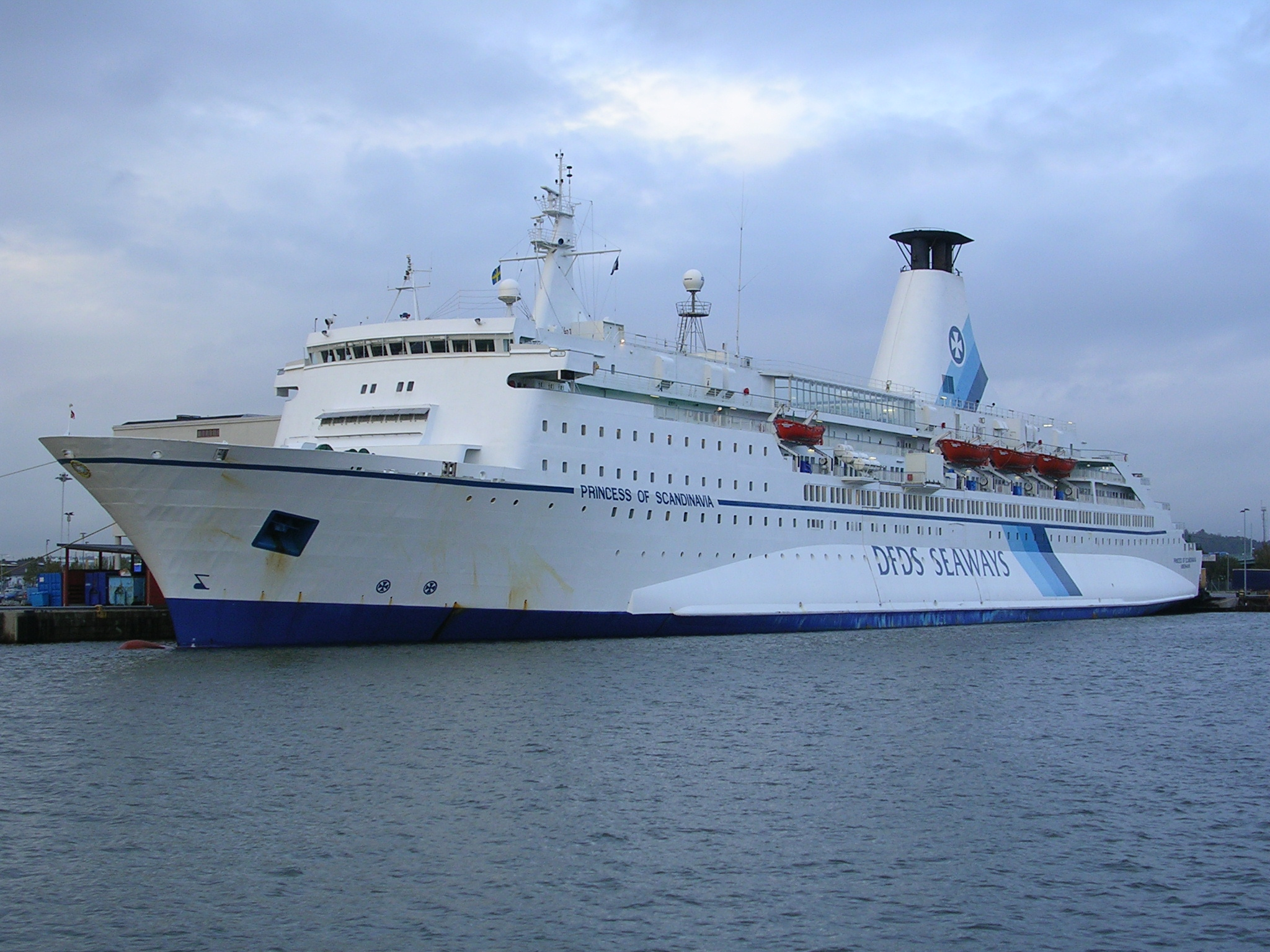
Princess of Scandinavia in servizio per DFDS a Göteborg nel 2006.

Nel gennaio 1991 la nave fu sottoposta a degli importanti lavori di ammodernamento ai cantieri Blohm + Voss di Amburgo e in quest'occasione fu rinominata Princess of Scandinavia.
La nave riprese servizio nel marzo dello stesso anno, continuando ad alternare collegamenti tra la Svezia e l'Inghilterra ad altri con la Danimarca e l'Olanda. Nel giugno del 1994 un problema ad un'elica ne limitò la velocità a 15 nodi; mentre era in riparazione in un bacino di carenaggio in Norvegia la nave si rovesciò, subendo gravi danni. Nel 1998 fu sottoposta ad ulteriori lavori in Polonia, che comportarono l'aggiunta di controcarene; a partire dal 2000 fu immessa stabilmente su un collegamento tra Göteborg, Kristiansand (Norvegia) e Newcastle. Nella notte tra il 17 ed il 18 maggio 2002, mentre la Princess of Scandinavia era in navigazione verso la Norvegia, si sviluppò un incendio in sala macchine; la nave riuscì comunque a giungere a destinazione, venendo successivamente riparata in Danimarca.

### Moby Otta (2006-...)

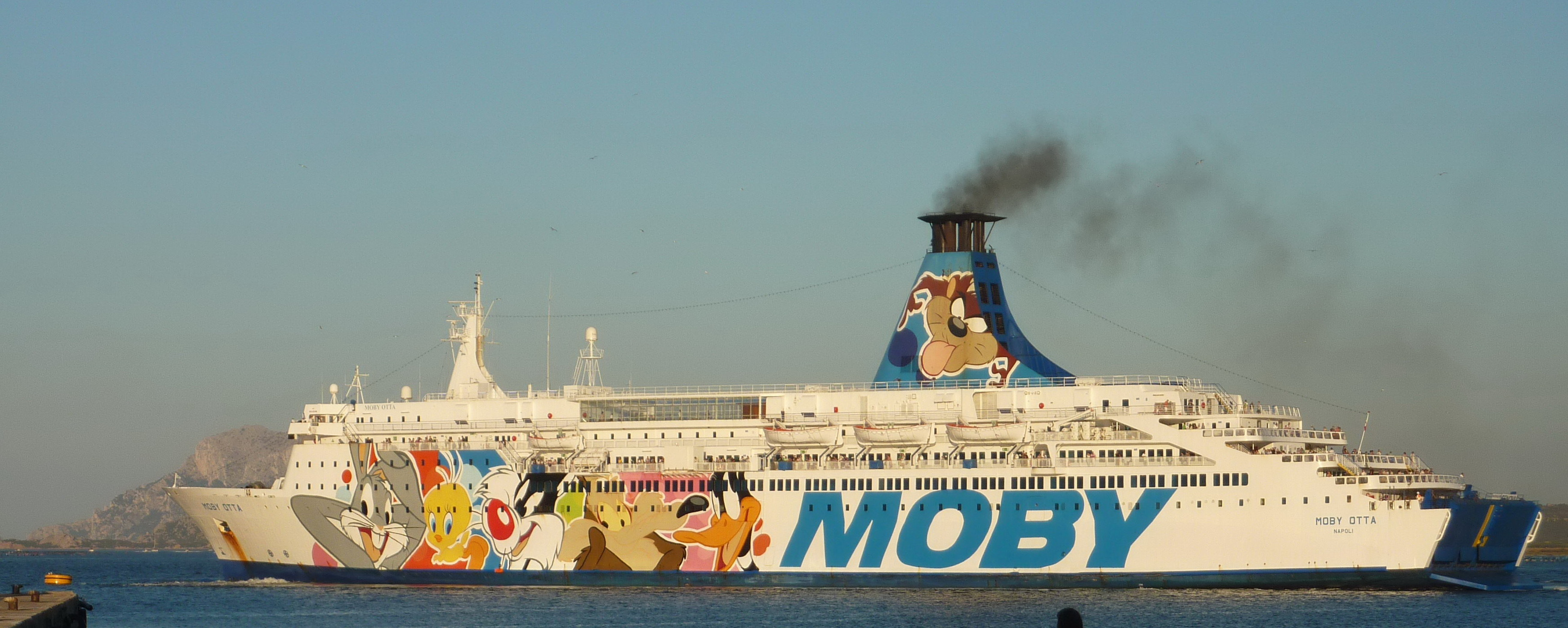
Moby Otta in servizio per Moby Lines a Olbia nel 2013.

Nel 2006 la Princess of Scandinavia fu venduta alla Moby Lines, che la rinominò Moby Otta, sottoponendola a dei lavori di rifacimento degli ambienti interni. La Moby Otta entrò in servizio per la compagnia italiana nel 2007, venendo impiegata nei collegamenti verso la Sardegna sulle rotte Livorno-Olbia, Genova-Olbia e Genova-Porto Torres. A partire dalla stagione estiva 2012 la nave è impegnata nel periodo estivo sulla Genova-Olbia insieme alla gemella Moby Drea. 
Da maggio 2020 la nave insieme alla Moby Dada entra in servizio per Tirrenia CIN sulla rotta Civitavecchia-Arbatax-Cagliari. 
In seguito, viene nuovamente impiegata su base stagionale sul collegamento Genova - Olbia.

## Incidenti
Il 26 settembre 2010 durante le operazioni di sbarco nel porto di Genova un'auto cadde in mare dal portellone di poppa, provocando la morte dei 2 passeggeri. Le operazioni di sbarco erano già iniziate ed una quarantina di macchine sbarcate, quando la nave si mosse repentinamente di 10-12 metri in avanti staccandosi dalla banchina di poppa. L'incidente fu causato dall'errato posizionamento del coperchio di protezione del quadro comandi, per via del quale fu inavvertitamente innestata la marcia avanti. Il comandante della nave fu rinviato a giudizio per duplice omicidio colposo ma poi assolto.

## Navi gemelle
- Moby Drea (ex Tor Britannia, Prince of Scandinavia)